# Nicolaas Pieneman

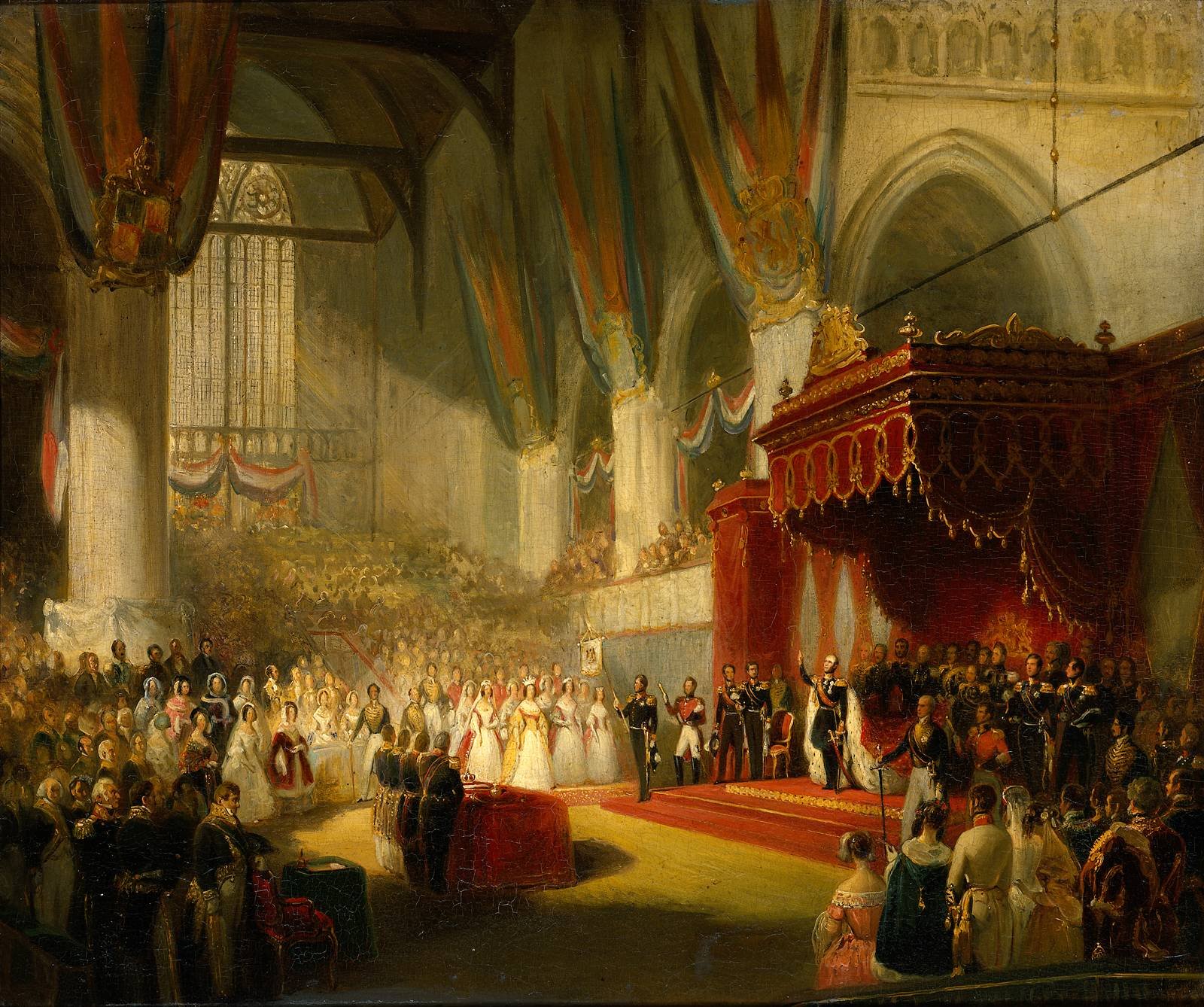
La inauguració de Guillem II dels Països Baixos a Amsterdam el 28 de novembre de 1840

Nicolaas Pieneman (Amersfoort, 1 de gener de 1809 - Amsterdam, 30 desembre de 1860) fou un pintor i litògraf neerlandès del segle xix.

## Biografia
Segons l'RKD, era fill de Jan Willem Pieneman, i fou alumne del seu pare i de Jean Baptiste Madou. Nicolaas Pieneman era amic de Guillem II dels Països Baixos, i el pintà durant la seva inauguració el 1840. Els seus alumnes foren Jan Daniël Beijnon, Johannes Arnoldus Boland, Conradijn Cunaeus, Bernard te Gempt, Hendrik Hollander, Willem Johann Martens, Johan Heinrich Neuman, Jan Frederik Tack, i Antonie Frederik Zürcher.